# Rue Cavé
Pour les articles homonymes, voir Cavé.
La rue Cavé est une rue du 18e arrondissement de Paris située dans le quartier de la Goutte-d'Or. 

## Origine du nom
Elle porte le nom de François Cavé (1794-1875), mécanicien et fondateur des ateliers de construction Cavé qui ont fourni des locomotives à vapeur à la Compagnie des chemins de fer du Nord.

## Historique

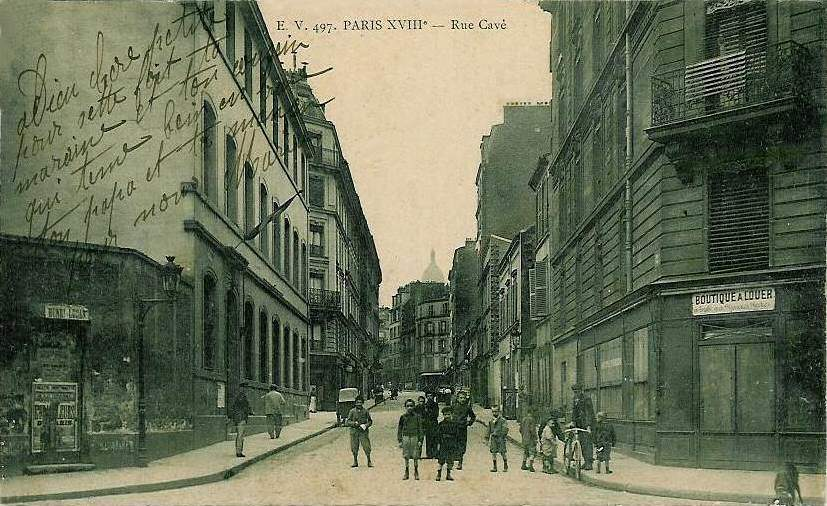
Rue Cavé, Paris.

La rue est ouverte sur la commune de La Chapelle. En 1859, la commune de La Chapelle est rattachée à Paris et, en 1863, la rue est officiellement classée dans la voirie parisienne.

## Bâtiments remarquables et lieux de mémoire
- No 17 : c'est ici que s'installe le peintre Georges Tiret-Bognet (1855-1935), après son mariage.
- No 36 : un Mont-de-piété datant de 1888, œuvre de l'architecte Edmond Belot[2],[3].